# Aconitum pterocaule
Aconitum pterocaule är en ranunkelväxtart som beskrevs av Koidzumi. Aconitum pterocaule ingår i släktet stormhattar, och familjen ranunkelväxter.

## Underarter
Arten delas in i följande underarter:
- A. p. glabrescens
- A. p. siroumense